# ミューラス
株式会社ミューラスは、千葉県松戸市にあった芸能事務所。バンダイのグループ企業「バンプレスト」の子会社であった。
本社に「ミューラスアクターズスクール」というレッスンスタジオを併設し俳優の川崎麻世を特別講師として招き、タレント・声優・ダンサーの育成及びマネージメントを行っていたが、採算が見込めないことから2001年9月30日付で解散となった。
その後、業務提携していた芸能事務所アーツビジョングループが所属タレントの受け皿（杉田智和、河原木志穂を除く）となり、ミューラスエンタテインメントの屋号も日本ナレーション演技研究所の歌手・ダンサー育成部門として引き継いでいる。
バンプレストが親会社だったため、所属声優の多くは当時バンプレストから発売されたゲームに声をあてていた。

## 概要
- 商号：株式会社ミューラス
- 所在地：千葉県松戸市松戸1230-1（バンダイミュージアム所在地）
- 代表者：代表取締役社長　田中英利
- 資本金：5,000万円
- 株主：株式会社バンプレスト（100%保有）

## 所属していた声優
- 杉田智和（フリー、アトミックモンキーを経て、現在はAGRS代表取締役）
- 小林由美子（アーツビジョンを経て、現在はフリー）
- 高橋美佳子（現在はアイムエンタープライズ所属）
- 河原木志穂（現在はケンユウオフィス所属）
- 伊藤栄味子（現：伊東絵実）
- 沢井なつ美
- 木村郁絵（現在はフリー）

## 主な社員
- 安藝貴範 - バンプレスト側の担当者として在籍。後に芸能事務所としてグッドスマイルカンパニーを設立した[2]。
- 斎藤滋 - バンプレストから出向し「KiraKira☆メロディ学園」等を担当、その後サイトロン・デジタルコンテンツやランティスに在籍[2]。

## 自社制作TV番組

### 『ザ・デビュー』
- 1998〜2000年までテレビ神奈川、チバテレビ、キッズステーションにて放送。MCは大貫杏里、小林由美子。
- ミューラスの自社制作による公開オーディション番組。優勝者にはCDデビューの賞が与えられた。松戸市のバンプレスト本社（当時）と同じビルに同居するミューラスのオフィスに隣接した「ピアザホール」にて公開収録が行われた。
- この番組にて、無名時代の矢井田瞳がオリジナル曲を歌って優勝し、SEESEE名義でアニメ『魔装機神サイバスター』のエンディングテーマ「nothing.」を発表した。
- フジテレビ「アウト×デラックス」に出演している柿沼しのぶがskirtの「スカートを履いた果実」を歌うが不合格。

### 『えびたい』
- 1998年4月2日～12月24日までテレビ東京にて放送（木曜深夜0：45 - 1：15）。
- 「えびたい興業」という名の架空のプロダクションを立ち上げ、様々な分野（タレント、歌手、女優）で活躍する女性を育成するという目的で制作された番組。
- 第1回放送では、所属タレントを決定するためのオーディションの模様が放送された。この選考で、高橋美佳子、大貫杏里を始め6人の女性が選出された。
- 「所属」が決まったのは、元々ミューラスに所属している高橋を始め、一般から選ばれた3人を含めた6人。
- 夏季に番組がリニューアルされると同時に、1人脱退・2人加入（加入者はいずれもミューラス所属）の7人体制になる。
- リニューアルに伴い制作会社並びに収録方法に変更が行われ、「えびたい興業」の社長として小倉久寛、マネージャーとして八木小織も出演陣に加わった。
- 後期以降の7人でユニット「えびたい」としてCDデビュー（「LOVE IS LOVE」）も果たしているが、奇しくも番組内オーディションにより、発売が決定した高橋のソロデビューCD「忘れない季節 〜DREAMIN'TOMORROW〜」（Little Lovers SHE SO GAMEの主題歌）と同じく1998年11月21日と発売日が重なった。